# تکفیر (کلیسای کاتولیک)
تکفیر (انگلیسی: Excommunication)، به کُنشِ رسمی و سازمان‌یافته با دستمایه‌های انتقادِ مذهبی و برای محروم ساختن، تعلیق یا محدود کردنِ برخی حقوق و عضویتِ یک فرد یا گروه در یک جامعهٔ مذهبی گفته می‌شود. در کلیسای کاتولیکِ لاتین تکفیر به ندرت استفاده می‌شود. به‌گفتهٔ اسقف توماس جی پاپروشکی، فرد با تکفیر از کلیسای کاتولیک اخراج نمی‌شود، اما به سادگی از وارد شدن در فعالیت‌های خاص محروم خواهد شد.